# Stormbreaker (film)
Stormbreaker är en brittisk äventyrsfilm från 2006.

## Handling
Den 14-årige Alex Rider förlorar sin farbror, Ian Rider, i vad som officiellt är en bilolycka. Alex tror dock inte på det. Efter att ha hittat sin farbrors bil med skotthål vid förarsättet inser han att hans farbror blivit mördad. Alex blir attackerad när han upptäckts vid bilen, men kommer undan. Han följer efter dem som anfallit honom till en järnvägsstation. Alex lyckas hitta en dold hiss som tar honom under jorden till Mrs Jones. Mrs Jones har väntat på Alex och berättar att hans farbror var en MI6-agent. Den dolda hissen, Mrs Jones, de som anföll Alex vid bilen; allt kontrolleras av och tillhör MI6. Mrs Jones berättar att Ian dog under ett uppdrag och att de nu behöver Alex hjälp med uppdraget. Uppdraget i sig handlar om att en rik man donerar sina nya datorer till varje skola i landet och att MI6 tror att det är något fel med det hela. Alex skickas in som vinnaren av en tävling där priset är att träffa mannen. Mannen som verkar trevlig vid första anblicken visar sig inte ha några bra tankar alls om landet...

## Om filmen
Stormbreaker regisserades av Geoffrey Sax. Filmen är baserad på den första romanen i serien om Alex Rider av den brittiske författaren Anthony Horowitz, som även överfört boken till filmmanus.

## Rollista
- Alex Pettyfer - Alex Rider
- Mickey Rourke - Darrius Sayle
- Alicia Silverstone - Jack Starbright
- Bill Nighy - Alan Blunt
- Sophie Okonedo - Mrs. Jones
- Damian Lewis - Yassen Gregorovich
- Missi Pyle - Nadia Vole
- Stephen Fry - Smithers
- Sarah Bolger - Sabina Pleasure
- Andy Serkis - Mr. Grin
- Ashley Walters - Wolf
- Ewan McGregor - Ian Rider
- Robbie Coltrane - the Prime Minister
- Jimmy Carr - John Crawford